# Etrumeus micropus
Etrumeus micropus és una espècie de peix pertanyent a la família dels clupeids.

## Hàbitat
És un peix marí, pelàgic-nerític i de clima subtropical.

## Distribució geogràfica
Es troba al Pacífic occidental: el mar de la Xina Meridional i la costa sud-oriental del Japó.

## Observacions
És inofensiu per als humans.